# Куп пет нација 1963.
Куп пет нација 1963. (службени назив: 1963 Five Nations Championship) је било 69. издање овог најелитнијег репрезентативног рагби такмичења Старог континента. а 34. издање Купа пет нација.
Прво место је освојила Енглеска.

## Такмичење
Француска - Шкотска 6-11
Велс - Енглеска 6-13
Ирска - Француска 5-24
Шкотска - Велс 0-6
Ирска - Енглеска 0-0
Енглеска - Француска 6-5
Шкотска - Ирска 3-0
Велс - Ирска 6-14
Енглеска - Шкотска 10-8
Француска - Велс 5-3

## Табела
|   | Селекција                      | ИГ | Д | Н | И | ПД | ПП | ПР  | Б |  |
| - | ------------------------------ | -- | - | - | - | -- | -- | --- | - |  |
| 1 | Рагби репрезентација Енглеске  | 4  | 3 | 1 | 0 | 29 | 19 | +10 | 7 |  |
| 2 | Рагби репрезентација Француске | 4  | 2 | 0 | 2 | 40 | 25 | +15 | 4 |  |
| 2 | Рагби репрезентација Шкотске   | 4  | 2 | 0 | 2 | 22 | 22 | 0   | 4 |  |
| 4 | Рагби репрезентација Ирске     | 4  | 1 | 1 | 2 | 19 | 33 | -14 | 3 |  |
| 5 | Рагби репрезентација Велса     | 4  | 1 | 0 | 3 | 21 | 32 | -11 | 2 |  |

| Победник Купа пет нација 1963.              |
| ------------------------------------------- |
| Енглеска 17. титула првака Европе у рагбију |